# Morus notabilis
Morus notabilis là một loài thực vật có hoa trong họ Moraceae. Loài này được C.K. Schneid. mô tả khoa học đầu tiên năm 1916.